# Trema (género)
Trema  é um gênero botânico pertencente à família Cannabaceae.

## Espécies
- T. cannabina Lour.
- T. cubense Urb.
- T. discolor (Brongniart) Blume
- T. domingensis Urb.
- T. integerrima (Beurl.) Standl.
- T. lamarckiana (Roem. & Schult.) Blume
- T. micrantha (L.) Blume
- T. orientalis (L.) Blume
- T. philippinensis Elmer
- T. strigilosa Lundell
- T. tomentosa (Roxb.) H.Hara
  - T. tomentosa var. viridis (Planch.) Hewson